# Barrio de Arriba (Riotuerto)
Barrio de Arriba es una localidad del municipio de Riotuerto (Cantabria, España). Está situada a 82 metros sobre el nivel del mar y su clima es oceánico, con temperaturas suaves todo el año e inviernos lluviosos. En el año 2022 contaba con una población de 320 habitantes (INE). 

## Historia
La toponimia del pueblo puede dar una muestra del nacimiento y antigüedad de la localidad. El término Barrio indica el origen de un grupo de casas que creció hasta alcanzar la importancia de un núcleo de población. El adverbio Arriba indica una referencia espacial, posiblemente con respecto a la localidad de La Cavada. Es probable que sea de acuñación relativamente reciente, ya que en época medieval el sustitutivo de arriba era suso. Prueba de ello es que con anterioridad se denominaba a la población como Riotuerto, topónimo que actualmente tiene el municipio. María del Carmen González Echegaray y Conrado García de la Pedrosa, en su Diccionario de Apellidos y Escudos de Cantabria se refieren también como barrio de Arriba o La Riba. De cualquier manera, a mediados del siglo XIX Pascual Madoz en su Diccionario geográfico-estadístico-histórico de España y sus posesiones de Ultramar ya recogía su actual denominación.
La cercanía a La Cavada y a su Real Fábrica de Artillería, de 1635, seguramente supuso alguna influencia en la actividad del pueblo. Por lo menos en economías de algunas familias y sin lugar a dudas en la actividad madedera que alimentaban los Altos Hornos y que a la postre influyó en una intensa deforestación de todo el municipio.
Cerca de la localidad existió una antigua mina de blenda llamada Mina Favorita, La Buena o Very Good cuya actividad por parte de Asturiana de Zinc comenzó a finales de los años 60 del siglo XX y cesó en los años 1980. Su castillete, uno de los pocos ejemplos de este tipo de estructuras que quedaba en Cantabria, fue desmantelado y trasladado a principios del siglo XXI.

## Accesos
Su vía de acceso principal es la carretera CA-261. A tres kilómetros se encuentra la estación de ferrocarril de La Cavada (FEVE) con conexión a Santander cada hora.

## Economía
Predomina la actividad agropecuaria, destacando las explotaciones familiares de ganadería vacuna de leche. Existen también pequeñas empresas industriales, de construcción y de servicios.
Tras más de 130 años de historia, en 2022 cerró el último bar que quedaba en la localidad. Fundado en 1888, este negocio situado en el Barrio La Mina y que también cumplió la función de tienda de ultramarinos, fue muy emblemático en la zona y uno de los últimos de sus características en la región. En torno a él se fundó la peña bolística La Mina que aún hoy sigue activa y juega en una bolera próxima.

## Patrimonio

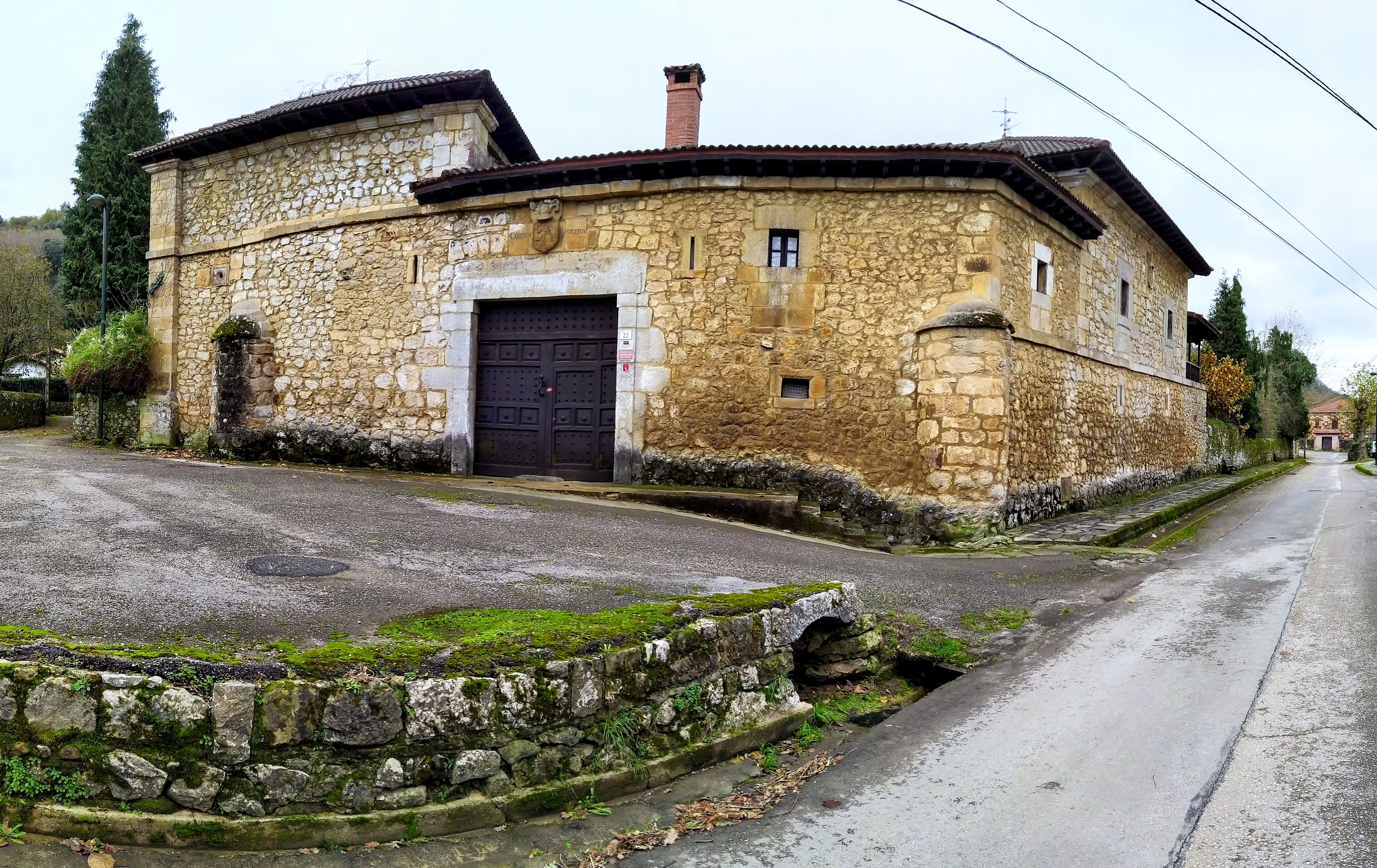
Casa de los Cordero con su escudo de armas. Construida en el, probablemente se asienta sobre un antiguo torreón del linaje.

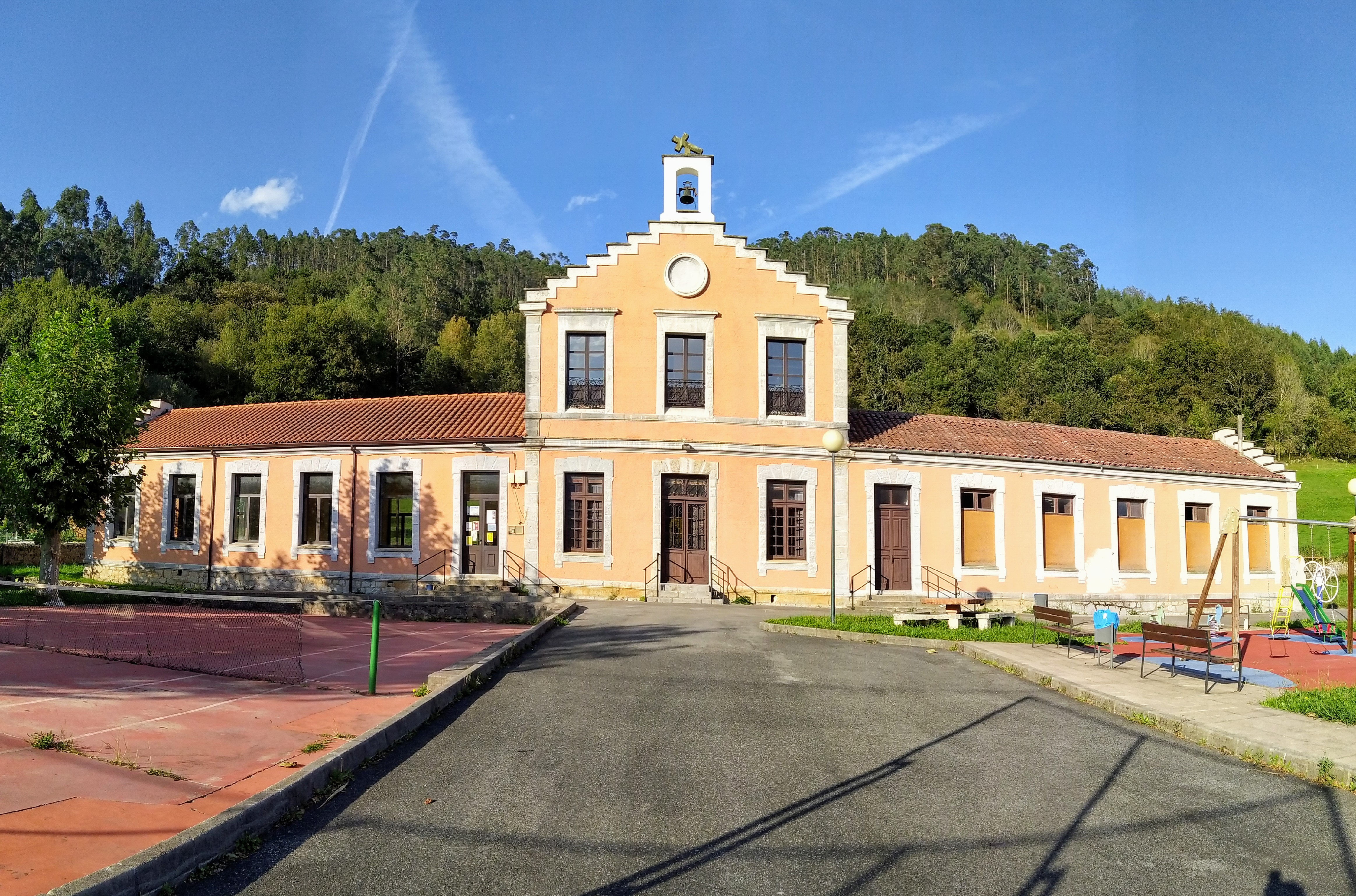
Antiguas Escuelas del Barrio de Arriba.

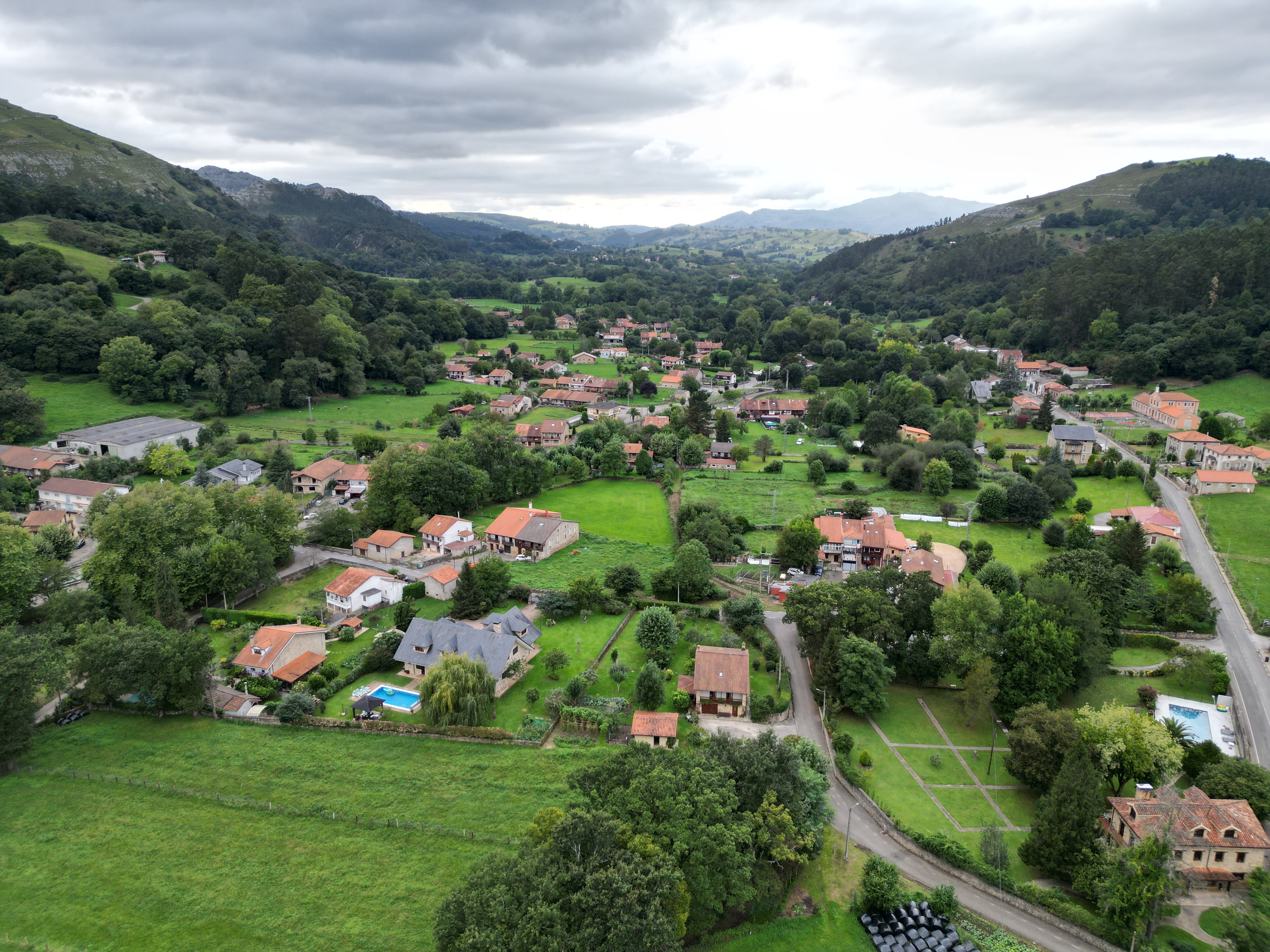
Vista aérea del Barrio de Arriba. En medio de la imagen, a la derecha, las antiguas escuelas. En la esquina inferior derecha la finca El Coscojal.

Entre el patrimonio arquitectónico existente en la localidad destacan:
- El Palacio de los Cordero. Situado en el barrio Trasculina, fue edificado como solar de la casa de los Cordero en el siglo XVI levantado sobre tres torres bajomedievales, lo que demuestra la existencia de un poblamiento que posiblemente fue diseminado, dada las características etnográficas y paisajísticas.[6] Junto al escudo de este apellido, que se observa sobre la entrada, aparecen dos inscripciones muy borradas que dicen:

... mi pirgo latino / no puede ser el postrero / de los antiguos Cordero / ...
De antiguas leyendas / conocerá el más incierto / que mi solar es Riotuerto

En el siglo XVII por orden de Francisco Cordero de la Lombana se le adosaron un nuevo cuerpo y una capilla dedicada a Nuestra Señora de la Concepción.
- Ruinas de la ermita de San Cipriano, situada a escasos metros del palacio de los Corderos, cuyos restos hoy en día apenas son visibles al haber sido reaprovechados para formar parte de nuevas construcciones.

- Antiguas escuelas del Barrio de Arriba, promovida por el indiano Francisco del Cerro Escudero, vecino del lugar emigrado a México. En 1909 tenía una renta anual de 15.800 pesetas. En un principio hubo una escuela en la casa del fundador, en el barrio La Caseriza, si bien no reunía las condiciones necesarias y es en 1911 cuando se construye el nuevo edificio por el arquitecto de prestigio Joaquín Rucoba a instancias de la Fundación Cerro.[8] El edificio está diseñado con un cuerpo central de dos alturas, la planta baja funcionó como capilla, y con dos alas laterales destinadas a aulas. La fachada central se decoró con un hastial escalonado, al que se añadió posteriormente una singular estructura de cuatro alturas a modo de torre campanario y coronada con una cruz.[9] La actividad docente estuvo a cargo de los Hermanos de La Salle durante los cuatro primeros años, siendo director durante un breve tiempo Cirilo Bertrán, a la postre beatificado por Juan Pablo II. Saturnino Gallego Iriarte, cuenta en su libro «Sembraron con Amor: La Salle, centenario en España»[10] las causas de la salida de la congregación de estas escuelas:

Con medios económicos escasos, el aislamiento de la escuela, mayor aún que en Anaz o Isla, la disminución del alumnado y, al parecer, un Director que no estuvo a la altura de las circunstancias explican la efímera estancia lasaliana en el lugar. La nota trágica se produjo a poco de abandonar los Hermanos Riotuerto. El maestro que les reemplazó en la escuela tuvo desavenencias con el sacerdote coadjutor que fueron yendo a más en poco tiempo a causa de los derechos de ocupación de la vivienda dejada por la Comunidad de Hermanos. Lo cierto es que con ocasión de unos funerales, el maestro, enajenado por la situación, hirió al cura párroco, acabó con la vida del coadjutor y luego se quitó la vida en presencia de los fieles.
Saturnino Gallego Iriarte

El edificio y el entorno fue reformado por completo por el Ayuntamiento en 2013, siendo retirada la torre añadida y reconvirtiéndo en centro sociocultural una de sus alas.
- El Coscojal, una finca ubicada en las inmediaciones de la carretera CA-261 y que constituye un ejemplo de patrimonio natural privado con elementos vegetales de interés botánico. Originalmente, la propiedad pertenecía a don Ricardo Ribalaygua, pero en la actualidad pertenece a otra familia. La finca alberga un jardín caracterizado por una diversidad vegetal significativa, lo que ha motivado su inclusión en la obra «Guía de los árboles singulares de Cantabria», en reconocimiento a su relevancia natural y paisajística. Entre los elementos botánicos más notables del parque se encuentran:
  - Una magnolia (Magnolia grandiflora) con un perímetro de tronco de 3,20 metros, de la cual emergen múltiples ramas secundarias desde su base.
  - Cinco ejemplares de roble o cagiga centenaria (Quercus robur), todos ellos con más de 2 metros de circunferencia de tronco, destacando uno de ellos con 2,70 metros.
  - Un abedul (Betula pendula), un pino (Pinus sp.) de desarrollo notable, una mimosa (Acacia dealbata) y varios setos de ciprés (Cupressus sp.) que delimitan parte del perímetro de la finca.

## Festividades
Coincidiendo con la festividad de San Cipriano, el 16 de septiembre, se celebran las fiestas en honor al santo patrono de la localidad. La tradición es que los mozos solteros vayan danzando casa por casa exhortando por la salud de los que allí viven, realizando para ello un baile con palos y varas previamente engalanadas con tiras multicolores. Los danzantes se presentan ataviados con el traje típico en blanco, y adornados con cintas de colores cruzadas al pecho y en los brazos.